# Nakanoshima Qross
Nakanoshima Qross（中之島クロス）は、大阪府大阪市北区中之島にある複合施設である。一般財団法人未来医療推進機構が運営している。

## 概要
医療機関、企業、スタートアップ、支援機関等が集積する産業化拠点である。大阪大学医学部中之島キャンパスがあった場所に建設された。
土地は大阪市、建物は日本生命保険、京阪ホールディングス、関電不動産開発が開発・所有、一般財団法人未来医療推進機構が賃借し、入居者に転貸している。
再生医療の拠点として、京都大学iPS細胞研究財団が入居しており、柳井正（ファーストリテイリング代表取締役会長兼社長）の寄付により、Yanai my iPS製作所が設置されている。

## 施設構成・入居者
未来医療R&Dセンター
- Life Science Innovation Campus operated by Nippon Life and CIC[4]
- 医薬品医療機器総合機構 関西支部

未来医療MEDセンター
- 桜橋渡辺未来医療病院
- 京都大学iPS細胞研究財団

中之島国際フォーラム

## 交通機関
鉄道
- 京阪中之島線 渡辺橋駅 徒歩5分
- JR大阪環状線福島駅徒歩約10分
- JR東西線 新福島駅 徒歩約10分
- 阪神本線 福島駅 徒歩約10分
- Osaka Metro四つ橋線 肥後橋駅徒歩10分
- （予定）なにわ筋線 中之島駅

## 一般財団法人未来医療推進機構
21社の民間企業等と大阪府で設立した一般財団法人未来医療推進機構が運営している。
設立者は以下の通り。
- アース環境サービス株式会社
- アズワン株式会社
- 岩谷産業株式会社
- インテリムホールディングス株式会社
- 大阪府
- 株式会社大林組
- クオリプス株式会社
- 株式会社コングレ
- サラヤ株式会社
- シップヘルスケアホールディングス株式会社
- 澁谷工業株式会社
- セルソース株式会社
- 大日本住友製薬株式会社（現 住友ファーマ）
- 日立造船株式会社（現 カナデビア）
- 株式会社日立プラントサービス
- 三井住友海上火災保険株式会社
- 株式会社三井住友銀行
- ヤマトロジスティクス株式会社
- 株式会社レイメイ
- レグセル株式会社
- ロート製薬株式会社
- 医療法人渡辺医学会